# Donji Kozji Dol
Donji Kozji Dol (cyr. Доњи Козји Дол) – wieś w Serbii, w okręgu pczyńskim, w gminie Trgovište. W 2011 roku liczyła 87 mieszkańców.